# 2025-26シーズンのNBAの移籍一覧
2025-26シーズンのNBAの移籍一覧（2025-26シーズンのNBAのいせきいちらん）は、2025年のオフシーズンおよび2025-26シーズン中に行われたNBAの移籍一覧である。

## 引退
| 日付    | 名前                   | 所属したチーム (在籍期間) | 年齢 | 注釈                     | Ref.  |
| ------- | ---------------------- | --- | ---- | ------------------------ | ----- |
| 6月29日 | ボヤン・ボグダノビッチ | ブルックリン・ネッツ (2014–2017) ワシントン・ウィザーズ (2017) インディアナ・ペイサーズ (2017–2019) ユタ・ジャズ (2019–2022) デトロイト・ピストンズ (2022–2024) ニューヨーク・ニックス (2024) | 36歳 | 海外リーグでもプレーした | [ 1 ] |

## 球団役員の変更

### ヘッドコーチの交代
オフシーズン
| 解任日  | チーム                   | ヘッドコーチ               | 理由 | 採用日 | 新ヘッドコーチ     | 前回の役職                                                           | Ref.        |
| ------- | ------------------------ | -------------------------- | ---- | ------ | ------------------ | -------------------------------------------------------------------- | ----------- |
| 4月14日 | フェニックス・サンズ     | マイク・ブーデンホルツァー | 解雇 | 6月4日 | ジョーダン・オット | クリーブランド・キャバリアーズのアシスタントヘッドコーチ (2024–2025) | [ 2 ] [ 3 ] |
| 5月2日  | サンアントニオ・スパーズ | グレッグ・ポポヴィッチ     | 退任 | 5月2日 | ミッチ・ジョンソン | サンアントニオ・スパーズのアシスタントヘッドコーチ (2019–2024)       | [ 4 ] [ 5 ] |
| 6月3日  | ニューヨーク・ニックス   | トム・シボドー             | 解雇 |        |                    |                                                                      | [ 6 ]       |

### ゼネラルマネージャーの交代
オフシーズン
| 解任日  | チーム                 | ゼネラルマネージャー   | 理由             | 採用日  | 次期ゼネラルマネージャー | 前回の役職                             | Ref.        |
| ------- | ---------------------- | ---------------------- | ---------------- | ------- | ------------------------ | -------------------------------------- | ----------- |
| 4月17日 | サクラメント・キングス | モンテ・マクネア       | 相互に合意で解任 | 4月21日 | スコット・ペリー         | ニューヨーク・ニックスのGM (2017–2023) | [ 7 ] [ 8 ] |
| 4月21日 | アトランタ・ホークス   | ランドリー・フィールズ | 解雇             | 4月21日 | オンシ・サレー           |                                        | [ 9 ]       |
| 5月1日  | フェニックス・サンズ   | ジェームズ・ジョーンズ | 降格             | 5月1日  | ブライアン・グレゴリー   |                                        | [ 10 ]      |

## トレード一覧
| 6月     | 6月 | 6月 | 6月                                              |
| ------- | --- | --- | ------------------------------------------------ |
| 6月15日 | メンフィス・グリズリーズへ - コール・アンソニー - ケンテイビアス・コールドウェル＝ポープ - 2025年のORLの1巡目指名権 (No. 16) - 2026年のの1巡目指名権 - 2028年のORLの1巡目指名権 - 2029年のORLの1巡目指名交換権 (プロテクト付き) - 2030年のORLの1巡目指名権 | オーランド・マジックへ - デズモンド・ベイン | [ 11 ] [ 12 ]                                    |
| 6月17日 | インディアナ・ペイサーズへ - 2026年のINDの1巡目指名権 | ニューオーリンズ・ペリカンズへ - 2025年のINDの1巡目指名権 (No. 23) - ドラフト交渉権 モハビ・キング (2023年 No. 47)                                                                          | [ 13 ] [ 14 ]                                    |
| 6月25日 | アトランタ・ホークスへ - ドラフト交渉権 エイサ・ニューエル (No. 23) - 2026年の1巡目指名権 | ニューオーリンズ・ペリカンズへ - ドラフト交渉権 デリク・クイーン (No. 13) | [ 15 ] [ 16 ]                                    |
| 6月25日 | メンフィス・グリズリーズへ - ドラフト交渉権 セドリック・カワード (No. 11) | ポートランド・トレイルブレイザーズへ - ドラフト交渉権 杨瀚森 (No. 16) - 2027年のATLの1巡目指名権 - 2028年のORLの1巡目指名権 - 2028年のSACの2巡目指名権                                      | [ 17 ]                                           |
| 6月25日 | オクラホマシティ・サンダーへ - 2027年のSASの1巡目指名権 (プロテクト付き) | サクラメント・キングスへ - ドラフト交渉権 ニーク・クリフォード (No. 24) | [ 18 ]                                           |
| 6月25日 | ユタ・ジャズへ - ドラフト交渉権 ウォルター・クレイトン・ジュニア (No. 18) | ワシントン・ウィザーズへ - ドラフト交渉権 ウィル・ライリー (No. 21) - 2025年のUTAの2巡目指名権 (No. 43) - 2031年の2巡目指名権 - 2032年のUTAの2巡目指名権                                    | [ 19 ]                                           |
| 6月26日 | ボストン・セルティックスへ - ドラフト交渉権 アマリ・ウィリアムズ (No. 46) - ドラフト交渉権 マックス・シュルガ (No. 57) - 2026年の2巡目指名権 - 2027年の2巡目指名権 | オーランド・マジックへ - ドラフト交渉権 ノア・ペンダ (No. 32) | [ 20 ] [ 21 ]                                    |
| 6月26日 | ロサンゼルス・クリッパーズへ - ドラフト交渉権 コービー・サンダース (No. 50) | ニューヨーク・ニックスへ - ドラフト交渉権 モハメド・ディアワラ (No. 51) - ドラフト交渉権 ルカ・ミトロヴィッチ (2015 No. 60)                                                                 | [ 22 ]                                           |
| 6月28日 | オクラホマシティ・サンダーへ - コルビー・ジョーンズ | ワシントン・ウィザーズへ - ディロン・ジョーンズ - 2029年のHOUの2巡目指名権 | [ 23 ]                                           |
| 6月29日 | シャーロット・ホーネッツへ - コリン・セクストン - 2030年の2巡目指名権 | ユタ・ジャズへ - ユスフ・ヌルキッチ | [ 24 ] [ 25 ]                                    |
| 6月30日 | シャーロット・ホーネッツへ - バシリエ・ミチッチ - ドラフト交渉権 リアム・マクニーリー (No. 29) - 2026年の2巡目指名権 - 2029年の1巡目指名権 | フェニックス・サンズへ - マーク・ウィリアムズ - 2026年の2巡目指名権 | [ 26 ] [ 27 ]                                    |
| 7月     | | |                                                  |
| 7月1日  | シカゴ・ブルズへ - ドラフト交渉権 ラクラン・オルブリッヒ (No. 55) - 金銭 | ロサンゼルス・レイカーズへ - ドラフト交渉権 ロッコー・ジカースキー (No. 45) | [ 28 ]                                           |
| 7月6日  | アトランタ・ホークスへ - ニキール・アレクサンダー＝ウォーカー (サイン・アンド・トレード) | ミネソタ・ティンバーウルブズ - 2027年のCLEの2巡目指名権 - 金銭 | [ 29 ] [ 30 ]                                    |
| 7月6日  | シャーロット・ホーネッツへ - パット・コノートン - 2031年のMILの2巡目指名権 - 2032年のMILの2巡目指名権 | ミルウォーキー・バックス - バシリエ・ミチッチ | [ 31 ]                                           |
| 7月6日  | シカゴ・ブルズへ - アイザック・オコロ | クリーブランド・キャバリアーズへ - ロンゾ・ボール | [ 32 ] [ 33 ]                                    |
| 7月6日  | ゴールデンステート・ウォリアーズへ - ドラフト交渉権 ウィル・リチャード (No. 56) | メンフィス・グリズリーズへ - ドラフト交渉権 ジャスティニアン・ジェサップ (2020 No. 51) - ドラフト交渉権 ジャマイ・メイシャック (No. 59) - 2032年のGSWの２巡目指名権 (プロテクト付き)        | [ 34 ] [ 35 ]                                    |
| 7月6日  | インディアナ・ペイサーズへ - ジェイ・ハフ | メンフィス・グリズリーズへ - 2029年のPORの2巡目指名権 - 2031年の2巡目指名交換権 | [ 36 ]                                           |
| 7月6日  | インディアナ・ペイサーズへ - ドラフト交渉権 キャム・ジョーンズ (No. 38) | サンアントニオ・スパーズへ - 2030年のSACの２巡目指名権 - 金銭 | [ 37 ] [ 38 ]                                    |
| 7月6日  | 3チーム間トレード | 3チーム間トレード | [ 39 ] [ 40 ] [ 41 ]                             |
| 7月6日  | ヒューストン・ロケッツへ - 2026年のCHIの2巡目指名権 (ワシントンから) - 2029年のSACの2巡目指名権 (ワシントンから) - ドラフト交渉権 モハビ・キング (2023年 No. 47) (ニューオーリンズから) | ニューオーリンズ・ペリカンズへ - サディック・ベイ (ワシントンから) - ジョーダン・プール (ワシントンから) - ドラフト交渉権 マイカ・ピービー (No. 40) (ワシントンから)                        | [ 39 ] [ 40 ] [ 41 ]                             |
| 7月6日  | ワシントン・ウィザーズへ - CJ・マッカラム (ニューオーリンズから) - ケリー・オリニク (ニューオーリンズから) - キャム・ウィットモア (ヒューストンから) - 2027年のCHIの２巡目指名権 (ニューオーリンズから) | | [ 39 ] [ 40 ] [ 41 ]                             |
| 7月6日  | 7チーム間トレード | 7チーム間トレード | [ 42 ] [ 43 ] [ 44 ] [ 45 ] [ 46 ] [ 47 ] [ 48 ] |
| 7月6日  | アトランタ・ホークスへ - デビッド・ロディー (2ウェイ契約) (ヒューストンから) - 2031年の2巡目指名交換権 (ヒューストンから) - 金銭 (ヒューストンから) | ブルックリン・ネッツへ - 2026年の2巡目指名権 (ヒューストンから) - 2030年のBOSの2巡目指名権 (ヒューストンから)                                                                               | [ 42 ] [ 43 ] [ 44 ] [ 45 ] [ 46 ] [ 47 ] [ 48 ] |
| 7月6日  | ゴールデンステート・ウォリアーズへ - ドラフト交渉権 ジャマイ・メイシャック (No. 59) (ヒューストンから) - ドラフト交渉権 アレックス・トホヘ (No. 52) (フェニックスから) | ヒューストン・ロケッツへ - クリント・カペラ (サイン・アンド・トレード) (アトランタから) - ケビン・デュラント (フェニックスから)                                                             | [ 42 ] [ 43 ] [ 44 ] [ 45 ] [ 46 ] [ 47 ] [ 48 ] |
| 7月6日  | ロサンゼルス・レイカーズへ - ドラフト交渉権 アドゥ・シーロー (No. 36) (ブルックリンから) | ミネソタ・ティンバーウルブズへ - ドラフト交渉権 ロッコー・ジカースキー (No. 45) (LAレイカーズから) - 2026年の2巡目指名権 (フェニックスから) - 2032年の2巡目指名権 (ヒューストンから) - 金銭 | [ 42 ] [ 43 ] [ 44 ] [ 45 ] [ 46 ] [ 47 ] [ 48 ] |
| 7月6日  | フェニックス・サンズへ - ディロン・ブルックス (ヒューストンから) - ジェイレン・グリーン (ヒューストンから) - デイクウォン・プラウデン (2ウェイ契約) (アトランタから) - ドラフト交渉権 コービー・ブレア (No. 41) (ゴールデンステートから) - ドラフト交渉権 ラシーア・フレミング (No. 31) (ミネソタから) - ドラフト交渉権 カマン・マルアチ (No. 10) (ヒューストンから) - 2つの2026年の２巡目指名権 | | [ 42 ] [ 43 ] [ 44 ] [ 45 ] [ 46 ] [ 47 ] [ 48 ] |
| 7月7日  | ボストン・セルティックスへ - アンファニー・サイモンズ - 2030年のNYKの2巡目指名権 - 2031年のPORの2巡目指名権 | ポートランド・トレイルブレイザーズへ - ドリュー・ホリデー | [ 49 ] [ 50 ]                                    |
| 7月7日  | デトロイト・ピストンズ - ダンカン・ロビンソン (サイン・アンド・トレード) | マイアミ・ヒート - シモーネ・フォンテッキオ | [ 51 ] [ 52 ]                                    |
| 7月7日  | デトロイト・ピストンズへ - 2026年のCHAの2巡目指名権 (プロテクト付き) | サクラメント・キングスへ - デニス・シュルーダー (サイン・アンド・トレード) - 2029年の2巡目指名権                                                                                            | [ 53 ] [ 54 ]                                    |
| 7月7日  | 3チーム間トレード | 3チーム間トレード | [ 55 ] [ 49 ] [ 56 ]                             |
| 7月7日  | アトランタ・ホークスへ - クリスタプス・ポルジンギス (BOSから) - 2026年の２巡目指名権 (BOSから) | ボストン・セルティックスへ - ジョージ・ニアン (ATLから) - 2031年のCLEの２巡目指名権 (ATLから)                                                                                               | [ 55 ] [ 49 ] [ 56 ]                             |
| 7月7日  | ブルックリン・ネッツへ - テレンス・マン (ATLから) - ドラフト交渉権 ドレイク・パウエル (No. 22) (ATLから) | | [ 55 ] [ 49 ] [ 56 ]                             |
| 7月7日  | 3チーム間トレード | 3チーム間トレード | [ 57 ] [ 58 ] [ 59 ]                             |
| 7月7日  | ロサンゼルス・クリッパーズへ - ジョン・コリンズ (ユタから) | マイアミ・ヒートへ - ノーマン・パウエル (LAクリッパーズから) | [ 57 ] [ 58 ] [ 59 ]                             |
| 7月7日  | ユタ・ジャズへ - カイル・アンダーソン (マイアミから) - ケビン・ラブ (マイアミから) - 2027年のLACの2巡目指名権 (LAクリッパーズから) | | [ 57 ] [ 58 ] [ 59 ]                             |
| 7月8日  | ブルックリン・ネッツへ - マイケル・ポーター・ジュニア - 2032年のDENの1巡目指名権 | デンバー・ナゲッツへ - キャメロン・ジョンソン | [ 60 ] [ 61 ]                                    |
| 7月9日  | サンアントニオ・スパーズへ - ケリー・オリニク | ワシントン・ウィザーズへ - マラカイ・ブランナム - ブレイク・ウェスリー - 2026年の2巡目指名権                                                                                                | [ 62 ]                                           |
| 7月13日 | デンバー・ナゲッツへ - ヨナス・ヴァランチューナス | サクラメント・キングスへ - ダリオ・サリッチ | [ 63 ] [ 64 ]                                    |

## FA契約
NBAフリーエージェントの交渉は2025年6月30日午後6時(東部標準時)に開始される。
モラトリアム期間の終了後、7月6日午後12時 (東部標準時)から正式に契約が交わされる。
| ® | フリーエージェントの権利が放棄され契約していない選手 |
|   | サイン・アンド・トレードされた選手                   |
|   | バイアウト後に契約した選手                           |
|   | トレーニングキャンプ契約を交わした選手               |
|   | 2ウェイ契約に切り替えられた選手                      |
|   | 10日間契約を結んだ選手                               |

| 選手 | 契約日 | 新チーム | 旧チーム | Ref |
| ---- | ------ | -------- | -------- | --- |
|      |        |          |          |     |

## ドラフト
2025年のNBAドラフトは2025年6月25日と26日にニューヨーク市ブルックリン区にあるバークレイズ・センターで開催された。ドラフトでは、59人のアマチュアの米国カレッジバスケットボール選手や海外リーグなどで活躍する国際選手たちが選ばれた。以下の選手らは、特に明記されていない限り、ルーキー契約を交わした。
|  | 2ウェイ契約を結んだ選手を示す                                   |
|  | ツーウェイ契約が通常のNBA契約に昇格された選手を示す。           |
|  | 海外でプレーする見込みの選手を示す。                            |
|  | NBAとの契約を結ばずにNBAGリーグでプレーする見込みの選手を示す。 |

### 1巡目
| 指名順 | 選手                               | 契約日 | チーム                                                          | Ref |
| ------ | ---------------------------------- | ------ | --------------------------------------------------------------- | --- |
| 1      | クーパー・フラッグ                 |        | ダラス・マーベリックス                                          |     |
| 2      | ディラン・ハーパー                 |        | サンアントニオ・スパーズ                                        |     |
| 3      | VJ・エッジコム                     |        | フィラデルフィア・76ers                                         |     |
| 4      | コン・カニップル                   |        | シャーロット・ホーネッツ                                        |     |
| 5      | エース・ベイリー                   |        | ユタ・ジャズ                                                    |     |
| 6      | トレイ・ジョンソン                 |        | ワシントン・ウィザーズ                                          |     |
| 7      | ジェレマイア・フィアーズ           |        | ニューオーリンズ・ペリカンズ                                    |     |
| 8      | イゴール・デミン                   |        | ブルックリン・ネッツ                                            |     |
| 9      | コリン・マレー＝ボイルズ           |        | トロント・ラプターズ                                            |     |
| 10     | カマン・マルアチ                   |        | ヒューストン・ロケッツ                                          |     |
| 11     | セドリック・カワード               |        | メンフィス・グリズリーズ (ポートランドから指名権を獲得。)       |     |
| 12     | ノア・エセング                     |        | シカゴ・ブルズ                                                  |     |
| 13     | デリク・クイーン                   |        | ニューオーリンズ・ペリカンズ (アトランタから指名権を獲得)       |     |
| 14     | カーター・ブライアント             |        | サンアントニオ・スパーズ                                        |     |
| 15     | トーマス・ソーバー                 |        | オクラホマシティ・サンダー                                      |     |
| 16     | 杨瀚森                             |        | ポートランド・トレイルブレイザーズ (メンフィスから指名権を獲得) |     |
| 17     | ジョアン・ベリンジャー             |        | ミネソタ・ティンバーウルブズ                                    |     |
| 18     | ウォルター・クレイトン・ジュニア   |        | ワシントン・ウィザーズ                                          |     |
| 19     | ノーラン・トラオレ                 |        | ブルックリン・ネッツ                                            |     |
| 20     | カスパラス・ヤクチオニス           |        | マイアミ・ヒート                                                |     |
| 21     | ウィル・ライリー                   |        | ユタ・ジャズ                                                    |     |
| 22     | ドレイク・パウエル                 |        | アトランタ・ホークス                                            |     |
| 23     | エイサ・ニューエル                 |        | アトランタ・ホークス (ニューオーリンズから指名権を獲得)         |     |
| 24     | ニーク・クリフォード               |        | サクラメント・キングス (オクラホマから指名権を獲得)             |     |
| 25     | ジェイス・リチャードソン           |        | オーランド・マジック                                            |     |
| 26     | ベン・サラフ                       |        | ブルックリン・ネッツ                                            |     |
| 27     | ダニー・ウルフ                     |        | ブルックリン・ネッツ                                            |     |
| 28     | ウーゴ・ゴンザレス                 |        | ボストン・セルティックス                                        |     |
| 29     | リアム・マクニーリー               |        | フェニックス・サンズ                                            |     |
| 30     | ヤニック・コナン・ニーダーハウザー |        | ロサンゼルス・クリッパーズ                                      |     |

### 2巡目
| 指名順                              | 選手                       | 契約日 | チーム                                                      | Ref |
| ----------------------------------- | -------------------------- | ------ | ----------------------------------------------------------- | --- |
| 31                                  | ラシーア・フレミング       |        | ミネソタ・ティンバーウルブズ                                |     |
| 32                                  | ノア・ペンダ               |        | オーランド・マジック (ボストンから獲得した指名権)           |     |
| 33                                  | シオン・ジェームズ         |        | シャーロット・ホーネッツ                                    |     |
| 34                                  | ライアン・コークブレンナー |        | シャーロット・ホーネッツ                                    |     |
| 35                                  | ジョナイ・ブルーム         |        | フィラデルフィア・76ers                                     |     |
| 36                                  | アドゥ・シーロー           |        | ブルックリン・ネッツ                                        |     |
| 37                                  | チャズ・ラニアー           |        | デトロイト・ピストンズ                                      |     |
| 38                                  | キャム・ジョーンズ         |        | サンアントニオ・スパーズ                                    |     |
| 39                                  | アライジャ・マーティン     |        | トロント・ラプターズ                                        |     |
| 40                                  | マイカ・ピービー           |        | ワシントン・ウィザーズ                                      |     |
| 41                                  | コービー・ブレイア         |        | ゴールデンステート・ウォリアーズ                            |     |
| 42                                  | マクシーム・レイノー       |        | サクラメント・キングス                                      |     |
| 43                                  | ジャミーア・ワトキンズ     |        | ユタ・ジャズ                                                |     |
| 44                                  | ブルックス・バーンハイザー |        | オクラホマシティ・サンダー                                  |     |
| 45                                  | ロッコ・ジカースキー       |        | シカゴ・ブルズ                                              |     |
| 46                                  | アマリ・ウィリアムズ       |        | ボストン・セルティックス (オーランドから獲得した指名権)     |     |
| 47                                  | ボゴリュブ・マルコビッチ   |        | ミルウォーキー・バックス                                    |     |
| 48                                  | ジャボン・スモール         |        | メンフィス・グリズリーズ                                    |     |
| 49                                  | タイリース・プロクター     |        | クリーブランド・キャバリアーズ                              |     |
| 50                                  | コービー・サンダーズ       |        | ロサンゼルス・クリッパーズ (ニューヨークから獲得した指名権) |     |
| 51                                  | モハメド・ディアワラ       |        | ニューヨーク・ニックス (LAクリッパーズから獲得した指名権)   |     |
| 52                                  | アレックス・トゥーヒー     |        | フェニックス・サンズ                                        |     |
| 53                                  | ジョン・トンジェイ         |        | ユタ・ジャズ                                                |     |
| 54                                  | テイロン・ピーター         |        | インディアナ・ペイサーズ                                    |     |
| 55                                  | ラクラン・オルブリッチ     |        | ロサンゼルス・レイカーズ                                    |     |
| ニューヨーク・ニックス (指名権剥奪) |                            |        |                                                             |     |
| 56                                  | ウィル・リチャード         |        | メンフィス・グリズリーズ                                    |     |
| 57                                  | マックス・シュルガ         |        | ボストン・セルティックス (オーランドから獲得した指名権)     |     |
| 58                                  | サリュ・ニアン             |        | クリーブランド・キャバリアーズ                              |     |
| 59                                  | ジャマイ・メイシャック     |        | ヒューストン・ロケッツ                                      |     |